# Kötü Kedi Şerafettin – Bad Cat
Kötü Kedi Şerafettin – Bad Cat ist ein türkischer Animationsfilm von Mehmet Kurtuluş und Ayşe Ünal, adaptiert aus der gleichnamigen Comicserie des Cartoonisten Bülent Üstün. Der Film wurde am 5. Februar 2016 mit einer Altersfreigabe von 13 Jahren und älter veröffentlicht und wurde in den sechs Wochen, in denen er lief, von mehr als 350.000 Zuschauern in der ganzen Türkei gesehen. Bad Cat kam am 5. Mai 2016 in die deutschen Kinos. Die DVD-Version des Films wurde erstmals am 6. Mai 2016 in der Originalsprache veröffentlicht. Die französisch synchronisierten DVD- und Blu-Ray-Versionen für Frankreich und die Benelux-Länder wurden am 6. September 2017 veröffentlicht.
Nach der Fernsehpremiere am 1. Juli 2017 wurde Kanal D, der die Animation für Erwachsene ausstrahlte, vom Oberster Rundfunk- und Fernsehrat (RTÜK) mit einer Geldstrafe belegt, mit der Begründung, dass Kinder durch die Produktion beeinträchtigt werden könnten.

## Inhalt
Der Kater Şerafettin ist vulgär, trinkt und benutzt sein Katzenklo als Aschenbecher. Gemeinsam mit der Ratte Rıza und der Möwe Rıfkı macht er die Straßen Istanbuls unsicher und sucht nach paarungswilligen Katzen. Doch läuft für die Bande nicht alles nach Plan: Eine Liebschaft Şerafettins kommt zu Tode, er selbst wird gejagt und dann mit seinen Kumpels in noch größere Abenteuer verwickelt.
Şerafettin, eine freche und aufbrausende getigerte Katze, die einem Mann namens Tonguç gehört, wird rauchend im Badezimmer einer Wohnung in Istanbul gesehen. Dann schickt er seine Mitarbeiter Rıfkı, die Möwe, und Rıza, die Ratte, um Alkohol für ein Barbecue an diesem Abend zu besorgen. Eine andere Katze, Cemil, erzählt Şerafettin über eine attraktive Siamkatze namens Princess in einer nahegelegenen Wohnung. Als der Cartoonist von Princess zur Arbeit geht, schleichen sich Şerafettin und Cemil in die Wohnung, um sie zu verführen, aber sie bringt sich aus Versehen in Panik um. Der Cartoonist kehrt nach Hause zurück, findet Princess tot vor und greift Şerafettin und Cemil wütend an. Cemil wird getötet, und Şerafettin verwickelt den Cartoonisten in einen Kampf, der zum Tod des Cartoonisten führt, als beide aus dem Fenster stürzen. Auf dem Heimweg trifft Şerafettin eine Katze namens Tacettin, die behauptet, Şerafettins unehelicher Sohn zu sein. Şerafettin lehnt Tacettin ab und geht los, um Fisch von Hasene, Tonguçs Vermieterin, zu stehlen. Hasene revanchiert sich, indem sie Tonguç mit der Räumung droht, es sei denn, er kann bis zum nächsten Tag monatelang unbezahlte Miete begleichen. Der verärgerte Tonguç wirft Şerafettin aus seinem Haus und blockiert jeden möglichen Eingang. Während er raucht und schmollt, wird Şerafettin Zeuge, dass die wunderschöne Angorakatze Misket von zwei Hunden belästigt wird und rettet sie, indem er ihre Angreifer schlägt. Şerafettin versucht Misket zu verführen, wird jedoch abgewiesen und aufgefordert, sie in dieser Nacht auf demselben Dach wieder zu treffen. Währenddessen wird der tote Cartoonist durch einen Defibrillator im Krankenwagen wiederbelebt. Der Cartoonist entführt den Krankenwagen und beginnt eine rachsüchtige Suche nach Şerafettin.
Als Şerafettin einen Blumenstrauß für Misket besorgt, findet der Cartoonist die beiden Hunde und zwingt sie, ihn zu Şerafettin zu führen. Tacettin, der nach Essen kramte, wird Zeuge dieser Aktion und folgt ihnen. Şerafettin und Misket treffen sich und bereiten sich auf den Liebesakt vor, als sie von den Hunden und dem Cartoonisten gefangen und gefesselt werden. Bevor der Cartoonist Şerafettin einen Stromschlag verpassen kann, erscheint Tacettin und befreit Şerafettin, der gegen den Cartoonisten kämpft und ihn zusammen mit den Hunden vom Gebäude in einen Müllcontainer wirft. Tacettin wird erneut von Şerafettin abgewiesen, und er verrät, dass seine Mutter, eine frühere Freundin von Şerafettin namens Mimosa, tot ist. Şerafettin und Tacettin nähern sich nach einem kurzen Schlagabtausch an und Tacettin hilft Şerafettin dabei, beim örtlichen Lebensmittelhändler Alkohol zu besorgen. Doch nachdem der Cartoonist einen vorbeifahrenden Müllwagen gekapert hat, flüchtet er mit Tacettin während der Mission und zwingt Şerafettin zu einer Verfolgungsjagd. Şerafettin rettet Tacettin, als der Müllwagen ins Meer stürzt, und Şerafettin tötet den Cartoonisten erneut in einem Unterwasserkampf. Als Şerafettin und Tacettin nach Hause zurückkehren, verjagt Hasene Misket und installiert Stacheldraht, um Şerafettins Eindringen weiter zu verhindern. Die Leiche des Cartoonisten wird von einem Rettungsteam aus dem Meer gehoben und erneut zum Leben erweckt, als sein Körper mit Stromkabeln in Kontakt kommt.
Nachdem Rıfkıs und Rızas jüngster Versuch, an Alkohol zu kommen, gescheitert ist, schlägt Rıza Şerafettin vor, dass sie alles bekommen können, was sie wollen, indem sie eine Bank ausrauben. Der Cartoonist wird von der Polizei festgenommen, kapert jedoch das Polizeiauto, als der Banküberfall gemeldet wird. Als Şerafettin und die Gruppe fliehen, erschießt Şerafettin versehentlich Tacettin anstatt den Cartoonisten. Şerafettin, der glaubt, Tacettin sei tot, wirft in seiner Trauer das gestohlene Geld in eine Menschenmenge und geht verwirrt mit Tacettins Leiche davon. Tonguç trifft auf Şerafettin und Tacettin und bringt sie nach Hause, nachdem kein Tierarzt verfügbar ist. Tonguç und Şerafettin behandeln Tacettins Schusswunde erfolgreich und können ihn wiederbeleben. Rıfkı und Rıza kehren mit einem einzigen Paket Geld aus dem Raubüberfall zurück, mit dem alle Schulden von Şerafettin und Tonguç beglichen werden. Der Rest des Geldes wird für Şerafettins Barbecue verwendet. Die Feier wird durch die Ankunft des Cartoonisten unterbrochen, der Misket als Geisel genommen hat. Şerafettin und Tonguç liefern sich einen letzten Kampf gegen den Cartoonisten und vernichten ihn schließlich durch eine Gasexplosion. Şerafettin und Misket schauen sich das Feuerwerk an und gestehen einander ihre Liebe. Dann haben sie Sex und reisen im Laufe des Abspanns um die ganze Welt.

## Produktion

### Teasing
Als im Jahre 2011 die Teaser-Videos veröffentlicht wurden, wurde aufgrund der negativen Einstellung der Figur Şerafettin nicht damit gerechnet, dass der Film mit einer Altersfreigabe von 13 Jahren veröffentlicht würde. Der Autor des Originalwerks, Bülent Üstün, erklärte in einem Interview im Mai 2012, dass der Film fertiggestellt sei, eine unabhängige Produktion jedoch frühestens 2013 erscheinen könne. Gegen Ende des Jahres 2014 gab es in der Presse die Nachricht, dass die Synchronisation der Charaktere beendet wurde. Drehbuchautor Levent Kazak, der an dem Projekt beteiligt war, gab in seinem Interview im Januar 2015 bekannt, dass der Film internationale Bekanntheit erreicht habe und 2015 in die Kinos kommen werde. Nach der Veröffentlichung des Teaser-Posters im Februar 2015 wurde erwartet, dass der Film im November erscheinen würde. Noch während der Produktion wurde es für die Sektion „Work in Progress“ des Festival d’Animation Annecy ausgewählt.

### Veröffentlichungen
Die weltweiten Vermarktungsrechte des Films Kötü Kedi Şerafettin – Bad Cat, dessen türkischer Vertrieb über United International Pictures erfolgte, wurden von Odin’s Eye Entertainment während der Internationalen Filmfestspiele von Cannes 2015 erworben. Das Unternehmen vermarktete den Film zunächst in Deutschland, und später in China und im Nahen Osten. Der Film wurde in die Auswahl der nicht wettbewerbsorientierten Filme des Festivals d’Animation Annecy 2016 aufgenommen und war damit der erste in der Türkei produzierte Zeichentrickfilm, der in diesem Teil des Festivals gezeigt wurde. Der Film hatte seine Schweizer Premiere beim Neuchâtel International Fantastic Film Festival, seine nordamerikanische Premiere in Montreal im Rahmen des Fantasia International Film Festival und seine Asienpremiere in 20. Bucheon International Fantastic Film Festival, Südkorea. Die zweite Festivalvorführung des Films in Frankreich fand beim L'Étrange Festival in Paris statt, die griechische Premiere beim Anima Syros Animation Festival und  die spanische Premiere in Barcelona im Rahmen des Sitges Festival Internacional de Cinema Fantàstic de Catalunya. Nachdem die zweite Festivalvorführung des Films in Kanada im Rahmen der Spark Animation 2016 in Vancouver, Kanada, stattfand, folgte die brasilianische Premiere in Rio de Janeiro und São Paulo im Rahmen des Anima Mundi Animation Festivals statt. Der Film wurde am 2. Februar 2017 in ganz Panama mit spanischer Synchronisation veröffentlicht. Die japanische Premiere des Films fand im Rahmen der Tōkyō Kokusai Anime Fair statt. Darauf folgte seine US-Premiere im Rahmen des Boston Turkish Film Festivals und des Nashville Film Festivals. Die belgische Premiere fand beim Brussels International Fantastic Film Festival statt. Am 25. August 2017 wurde der Film auf einem Cinemax-Kanal von HBO Europe gezeigt, der in Osteuropa und in 9 verschiedenen Ländern über Satellit sendet, und dem Publikum in 12 Ländern wurde der Film über die Webplattform HBO Go präsentiert. Während die allgemeine Vorführung des Films in Argentinien am 23. November 2017 stattfand, wurde eine neue Synchronisation für Lateinamerika durchgeführt, im Gegensatz zur panamaischen Synchronisation, bei der lokale Elemente vorherrschen. Der Film wurde am 9. August 2018 in Ländern des Nahen Ostens mit englischer Synchronisation und arabischen Untertiteln veröffentlicht. Der Film wurde ab dem 11. Oktober 2018 als Gato Mau mit portugiesischer Synchronisation in portugiesischen Kinos gezeigt. Im Jahr 2019 auf der PlayVOD-Plattform in afrikanischen Ländern wie der Elfenbeinküste, Senegal, Kongo, Kamerun, Ghana und Burkina Faso mit französischer Synchronisation und auf Amazon Prime Video in den USA, Kanada und Großbritannien mit englischer Synchronisation veröffentlicht. Die Animation, die 2019 für das brasilianische Fernsehen Telecine erneut ins Portugiesische synchronisiert wurde, feierte am 10. Januar 2020 Premiere. Der Film wurde am 12. Februar 2021 kurz nach seiner Veröffentlichung in den indischen Kinos unter dem Namen Bad Cat und mit englischer Synchronisation für Video-on-Demand mit Hindi-Synchronisation veröffentlicht. Die japanisch synchronisierte DVD-Version der Animation wurde am 15. September 2021 dem Publikum vorgestellt. Im Dezember 2021 wurde der Film mit russischer Synchronisation auf VOD-Plattformen in Russland eingeführt. Die Produktion wurde in Spanien auf Spanisch und Katalanisch synchronisiert und ab dem 27. Mai 2022 ausgestrahlt.

### Original-Synchronisation
| Rolle      | Originalsprecher    |
| ---------- | ------------------- |
| Şerafettin | Uğur Yücel          |
| Tacettin   | Demet Evgar         |
| Adnan      | Okan Yalabık        |
| Misket     | Demet Evgar         |
| Rıza       | Güven Kıraç         |
| Rıfkı      | Gökçe Özyol         |
| Tonguç     | Ahmet Mümtaz Taylan |
| Cemil      | Yekta Kopan         |
| Hasene     | Ayşen Gruda         |
| Şemistan   | Cezmi Baskın        |
| Mertan     | Bülent Üstün        |

### Filmmusik
Die Originalmusik des Films wurde von Oğuz Kaplangı, Sabri Tuluğ Tırpan und Serkan Çeliköz unter dem Dach der Musikproduktionsfirma Elec-Trip komponiert. Für die Produktion wurden verschiedene Themen festgelegt, die den Geist der Zeit, in der das Comicbuch adaptiert wurde, widerspiegeln und sich gegenseitig ergänzen, indem sie die Harmonie mit den Orten berücksichtigen, an denen die Geschichte spielt. Um die farbenfrohe Atmosphäre und Kultur des Istanbuler Stadtteils Cihangir in den Kompositionen widerzuspiegeln und die Variabilität der emotionalen Zustände der Charaktere zu verdeutlichen, wurden Melodien in verschiedenen Musikrichtungen geschaffen, z. B. Rock, wenn die Charaktere in einen Streit geraten, Arabesken bei Verärgerung oder Unglück, türkischer Jazz beim Flirten oder Spaß haben. Auf der Suche nach Ruhe und Action wurden Musikrichtungen wie Funk, Ska, Punk und Dub-Groove bevorzugt. Neben der Originalmusik waren auch andere Kompositionen im Film enthalten. In den Szenen, in denen Tonguç Cello spielt, wird Johann Sebastian Bachs Cello-Suite Solokomposition 1 G-Dur vom Musiker Timur Atasever aufgeführt. Für das Lied Pump Up the Jam, das Cemil in einer Szene summte, wurde eine Lizenzgebühr nur für den Vertrieb des Films mit der Originalsynchronisation auf Türkisch gezahlt und nicht für die Synchronisation in Fremdsprachen verwendet. In der traurigen Szene, in der der Banküberfall abgeschlossen wurde, sang Müslüm Gürses, und es wurden Murathan Mungans Texte und Burhan Bayars Komposition Ah Oğlum gespielt. Darüber hinaus wurde das Lied Geblo von Athena für die Schlusssequenz und den Abspann des Films komponiert und erst kurz nach der Veröffentlichung des Films veröffentlicht.
Bei den Auslandsvertrieben des Films blieb das Musikdesign der Originalversion vollständig erhalten, mit einer Ausnahme – der Song Pump Up The Jam wurde entfernt. Zusätzlich zu den Original-Soundtracks des Films wurden originelle Neukompositionen in der Landessprache produziert und einige bekannte alte Lieder wurden auch für die von den Produzenten Prolatsa und Vertical Media vorbereitete und unter dem Motto „100 % panamaisch“ gestartete Synchronfassung aufgenommen, exklusiv für panamaische Kinos. Die erste der für den Film komponierten Originalmusik, Gato Malvado, gespielt von Mr. Fox, der auch die Texte schrieb, mit Komposition von Rasta Lloyd, wird im Vorspann des Films verwendet, während ein anderes Lied namens Gangsta Cat, geschrieben und gesungen von Japanern. Das Lied wurde im Abspann des Films erwähnt. Neben dieser Originalmusik wurde passend zur emotionalen Raubszene ein Lied namens Dile ausgewählt, gesungen von der Band Señor Loop, mit Text und Musik von Lílo Sánchez. In der Szene, in der Rıza zwischen Banknotenhaufen schwimmt, wurden Danger Man und Entrega El Botin, die die Japaner gemeinsam singen, bevorzugt. Auch hier beginnt die Schlusssequenz mit dem Lied Geblo von Athena, diesmal wird der Text in panamaischer Sprache gesungen.

## Rezeption
Mehmet Açar von HaberTürk sagte in seiner Kritik, dass sich die Animationsqualität des Films Weltstandards annähere und betonte, dass nicht nur die Charaktere, sondern auch die Details und die Hintergrundarbeit gelungen seien. Açar wies darauf hin, dass Istanbul auch wie eine Figur in der Hauptrolle spielt, kritisierte die Entfremdung der Zombie-Figur von der Stadt, der Geschichte und den Charakteren sowie das Fehlen eines Hauptthemas zur Kontrolle des Films und bewertete den Film mit 7 Punkten von 10.
Atilla Dorsay von T24 sagte, der Film sei erstklassig. Er erklärte, dass die türkische Animationskunst mit diesem Film, in dem Istanbul genau dargestellt sei, erwachsen geworden sei. In Bezug auf den Horror der Figur des Şerafettin erklärte Dorsay, dass ihm das Ausmaß der Gewalt im Film nicht gefalle und er die Altersgrenze daher als zu niedrig ansehe. Er gab der Produktion 3 von 5 Punkten.

„Die zurzeit dreckigste, politisch inkorrekteste und gleichzeitig fulminanteste Katzen-Animation - aus der Türkei“

„Bad Cat wurde vorgestellt und war die erste türkische Animationsfilm- und Comic-Adaption, die 2016 auf dem Annecy International Film Festival gezeigt wurde.“

## Auszeichnungen und Nominierungen
| Jahr | Festival                                          | Kategorie                                      | Ergebnis  |
| ---- | ------------------------------------------------- | ---------------------------------------------- | --------- |
| 2015 | Festival d’Animation Annecy                       | Work in Progress                               | Nominiert |
| 2016 | International Istanbul Film Festival              | Best Debut Film Award                          | Nominiert |
| 2016 | Neuchâtel International Fantastic Film Festival   | Grand Prize of European Fantasy Film in Silver | Nominiert |
| 2016 | Fantasia Film Festival                            | Best Animated Film Award                       | Nominiert |
| 2016 | Absurde Séance Nantes International Film Festival | Best Feature Film                              | Nominiert |
| 2016 | Absurde Séance Nantes International Film Festival | Prix Couillu                                   | Gewonnen  |
| 2016 | Sitges Film Festival                              | Best Animated Feature Film                     | Nominiert |
| 2016 | Cinanima International Animated Film Festival     | Best Feature Film                              | Nominiert |
| 2017 | Tokyo Anime Award                                 | Best Feature Film                              | Nominiert |
| 2017 | SIYAD - Turkish Film Critics Association Awards   | Best Fantastic Film                            | Gewonnen  |
| 2017 | Brussels International Fantastic Film Festival    | Grand Prize of European Fantasy Film in Silver | Nominiert |
| 2017 | Nashville Film Festival                           | Best Animated Feature Film                     | Nominiert |